# Epinephelus epistictus
Epinephelus epistictus är en fiskart som först beskrevs av Temminck och Hermann Schlegel 1842.  Epinephelus epistictus ingår i släktet Epinephelus och familjen havsabborrfiskar. IUCN kategoriserar arten globalt som otillräckligt studerad. Inga underarter finns listade i Catalogue of Life.